# ベン・トー
『ベン・トー』(BEN-TO) は、アサウラによる日本のライトノベル。イラストは柴乃櫂人が手掛けている。スーパーダッシュ文庫（集英社）より2008年2月から2014年2月にかけて刊行された。

## 概要
半額弁当の購入を巡り、閉店間際のスーパーマーケットにて毎晩のように超人的なバトルや駆け引きが行われているという設定の現代日本を舞台として、貧乏学生であった少年がその争奪戦に巻き込まれ、自らその渦中に飛び込む物語である。
第5回スーパーダッシュ小説新人賞・大賞受賞。宝島社発行『このライトノベルがすごい!2009』にて新規部門6位、『このライトノベルがすごい!2010』にて総合8位、『このライトノベルがすごい!2011』にて総合5位、『このライトノベルがすごい！2012』にて総合3位に入賞している。「みんなで選ぶベストラノベ2011」ではコメディ部門で5位を獲得している。2012年3月時点で累計部数は70万部を突破している。
第3巻の発行に合わせ、2009年1月にスーパーダッシュ文庫公式ウェブサイトにて特集サイトが開設される。発行元が集英社であるため、『週刊少年ジャンプ』に登場するネタが多用されているほか、一部の記述においては2ちゃんねるなどのインターネット上にて使われる叫び声などの表現が利用される。
プロット段階での仮タイトルは「BEN-TO」であり、それを見た担当編集者が「『ベン・ハー』みたい」と発言したことから「ベン・トー」というタイトルが決定したが、『ベン・ハー』とは無関係である。なお、本作の内容に関しては作者が大学時代に半額弁当で生活していた経験談をもとに書かれている。
原作イラストを担当する柴乃櫂人による漫画化作品が『ジャンプスクエア』2011年5・6月合併号から同年10月号まで連載されたほか、『スーパーダッシュ&ゴー!』にも2011年12月号から2012年10月号まで連載された。また、テレビアニメが2011年10月から同年12月にかけて放送された。

## あらすじ
寮暮らしをするビンボーな高校1年生・佐藤洋はある日晩ご飯を買いにふらりと立ち寄ったスーパーで半額シールを貼られた弁当に手を伸ばす。しかし直後に意識を失い、目を覚ましたとき彼は精肉コーナーの前で倒れていた。既に半額弁当は消えており、残っていた惣菜もその場にいた他の人に買われていく。仕方なく売れ残った梅おにぎりを手に取ろうとした際、同じ学校であるメガネをかけた少女・白粉花と出会い、またその様子を眺める1人の女生徒に目を奪われる。
このスーパーで一体何が行われているのか確かめるため、翌日からスーパーに通い詰めた佐藤は、《氷結の魔女》と呼ばれるその女生徒・槍水仙から、「狼」と呼ばれる者達の争い《半額弁当争奪戦》について説明され、自らもこの戦場へと足を踏み入れることとなる。

## 登場人物
ハーフプライサー同好会、部はそれぞれHP同好会、部と記載する。

### 主要人物
佐藤 洋（さとう よう）
声 - 下野紘
本作の主人公。私立烏田高等学校1年の男子。実家を離れて寮暮らしをしており、晩ご飯の確保と節約のため、半額弁当に手を出したのを機に「HP同好会」へ入部し、半額弁当を求める「狼」となる。
座右の銘は「バカと体力には自信あり」。変態行為を（不可抗力もあるとはいえ）作中に何度も披露するが、自身は変態であることを否定している。学業の成績は優秀で学年上位50位に必ず入るほどである。中でも理数系が得意で蘭から教えを請われるほどである。
勝負事に対しては相手にハンデを与えることはあっても決して手を抜かず、全力でぶつかることを信条としている。また、勝っても負けてもそれ以前と同様に相手と接するため、相手から嫌われることは少ない。
戦闘では主に徒手空拳やカウンター技を多用しているが、他の狼の技の模倣や相手の特徴を見極めた上で戦い方を即座に変える柔軟性を持つ。また、腹の虫の加護が極限まで達すると「黒い犬」と呼ばれる状態になり獣じみた動きで敵を圧倒するため、先の特徴と合わせて二つ名の由来となっている。
二つ名は《変態》、《カペルスウェイト》。
『このライトノベルがすごい！』男性キャラクター部門では2011年版。2012年版で共に5位、2013年版で8位を獲得している。
槍水 仙（やりずい せん）
声 - 伊瀬茉莉也
本作のメインヒロイン。私立烏田高等学校2年の女子。念入りな髪のセッティングと化粧により野性を感じさせるやや長身の女子。黒いストッキングと頑丈な厚底のブーツを履いている。細身でありながら、抜群のプロポーションを持つ。茉莉花という10歳の妹がおり、目に入れても痛くないほど可愛がっている。
冷静沈着で、普段は無表情だが、人から疎外されることが苦手であり、されてしまったらよくふてくされているなどコミカルな一面がある。根っからの負けず嫌いであり、負けたときは勝つまでやるのが信条である。
《氷結の魔女》の二つ名で呼ばれる名うての狼にして、HP同好会の代表。西区における代表的な狼の1人。戦闘スタイルは主に厚底のブーツを生かしての足技と拳による掌底で、回し蹴りなどの攻撃技をはじめ、厚い靴底を生かしての防御など多種多様な足技を使いこなす。身体能力は作中ではトップクラスである。
著莪 あやめ（しゃが あやめ）
声 - 加藤英美里
丸富大学付属高校に通う1年生で、イタリア人の母を持つ洋の従姉。長い金髪を乱雑にし、普段は眼鏡を掛けている。また、かなりの巨乳である。幼いころから佐藤家に出入りし、姉弟のように育っているが、洋に対しては高校生になっても過激なスキンシップを行っている。
東区の実力のある狼として《湖の麗人》の二つ名を持つ。戦闘スタイルは主に徒手空拳を使い、自らの色気をも武器に使うトリッキーな技を使用する。
お風呂やプールに入るときも眼鏡をかけているが、争奪戦の時だけは眼鏡を外している。また、容姿や性格から高校の警備員などにファンが多く、たびたび護衛対象にもされている。
白粉 花（おしろい はな）
声 - 悠木碧
私立烏田高等学校1年。小柄で、眼鏡を掛けており、やや長めの髪を後ろで束ねている少女。梅から過度の寵愛を受けている。成績は学年トップ10に入るほど優秀。元々ライトノベル研究会に所属しており、仙の勧誘で掛け持ちではあるがHP同好会にも加入する。小説を書いていて筋肉質な男性同士の同性愛を好んでいる。洋をモデルにした人物が主人公の『筋肉刑事（マッスルデカ）シリーズ』は、作中のネットの一部で人気がある。
乱戦の隙間をすり抜けるように動き回る戦い方を得意とし、それにより洋より高確率で半額弁当を入手する。その脚力は他の狼にも引けを取らず、お粥弁当争奪戦において、転倒や妨害を経てもレッドやイエロー、佐藤を出し抜く善戦を見せている。
二つ名は《幽霊》（ザ・ゴースト）。
白梅 梅（しらうめ うめ）
声 - 茅野愛衣
洋の同級生でかつ学級委員長。腰まである長髪を白いリボンで留めている少女。春の選挙で1年生でありながら私立烏田高等学校生徒会長に任命された。
成績はダントツの超優等生。花を溺愛しており、花といつも一緒に行動している洋を何かと目の敵にしている。洋には事あるごとに暴力と制裁を加えているが、花が風邪で倒れた際に洋に女子寮まで送っていくようお願いするなど一応信用はしている模様。

### 西区の狼
顎鬚（あごひげ）
声 - 樋口智透
本名不明。私立烏田高校2年生で、洋らと度々半額弁当を争う無名の狼。ホストのような外見で、坊主とはコンビではなくお互いの本名すら知らない間柄であるにも拘らず、高頻度の確率で行動を共にする。戦闘スタイルは拳を主としたストリートファイト。
坊主（ぼうず）
声 - 高橋良吉
本名不明。私立烏田高校2年生で、洋らと度々半額弁当を争う無名の狼。顎髭とよく行動を共にしている。見た目は漫画『ドラゴンボール』に登場するキャラクター、クリリンに瓜二つである。勝率は悪くないため、それなりの腕がある事は自覚しているが、二つ名を持った茶髪にふくめ自分よりも勝率が上回る顎鬚に対して、焦りのようなものを感じている。戦闘スタイルは中国拳法まがいの徒手空拳。
茶髪（ちゃぱつ）
声 - 中村繪里子
本名不明。私立烏田高校3年生で、洋らと度々半額弁当を争う女性狼。ふくよかで大変発育した乳房の持ち主。いつも顔の上半分が隠れている。戦闘スタイルは掌底打ちを主とした徒手空拳。
弟がいる。胸の大きい家系ではないため遺伝ではないと語っている。好物は鳥のからあげ。
二つ名は《シーリーコート》
ダンドーと猟犬群
壇堂と彼が組織した剣道部の部員たちにつけられた二つ名。争奪戦におけるスタイルは、壇堂がリーダーである場合とそうでない場合とで完全に異なる。
壇堂が参加する場合、猟犬群（剣道部の部員たち）が他の狼をつかむなどして動きを妨害し、その間にダンドーが攻撃して戦えなくなるまで叩きのめす。完全な集団戦であり、二つ名クラスの狼が手を組まない限り対抗できない。
壇堂が率いる場合、山原が頭目になってからはメンバー全員、運動部に支給されているジャージを着用している。
壇堂 健治（だんどう けんじ）
声 - 斧アツシ
私立烏田高校の国語教諭であり、剣道部の顧問。《ダンドーと猟犬群》の総指揮者。大学生時代から狼になっている。彼一人を指して《ダンドー》と呼ぶこともある。
普段は烏田高校の近くのラーメン屋をメインにしているが、財布が心許なくなってくると猟犬群を組織してスーパーに来る。争奪戦におけるスタイルは、ダンドーと猟犬群の項目を参照。
山原 知昭（やまはら ともあき）
声 - 岡本信彦
私立烏田高校3年。剣道部に所属している少年。顧問である国語教師の健治を筆頭とする《ダンドーと猟犬群》の代表。ダンドーが参加しない場合は単独で猟犬群を運用する。
金城 優（かねしろ ゆう）
声 - 宮野真守
私立烏田高校3年。長身の少年。あやめと同じくバイクを移動手段として利用する。烏田高校に所属しているが特待生であり、出席を免除されている。その代わり、海外の大学の研究機関に所属している。買い物用のカートを片手で持ち上げる膂力があり、相手の行動を誘導することにより自爆へ導くほか、天井や壁を利用してアクロバティックな動きをするなど、多種多様な戦闘スタイルを持ち、その魔法のような闘い方から《魔導士（ウィザード）》の二つ名を持つ、西区最強の狼。
戦闘時はシンプルかつ独特なリズムの技を放ち、本人いわく「理解はできても対応はできない」。実際に遠藤や沢桔姉妹はその戦い方を理解していたようだが、対応できずに敗戦していた模様。一方で仙はそのスタイルを模倣できており、金城に立ち向かう洋に同好会の掟をなくしてまで戦いを挑み、そのスタイルを伝授している。
ウルフヘア
本名不明。烏田高校1年の女性の狼。容姿は活発的な可愛らしい少女。
食べ物を前にすると目の色や雰囲気が変わる。
洋よりも後に狼になってビッグ・マムの店を縄張りにしており、そこで働く柚子に憧れている。争奪戦では珍しい柔道を使い、合気道や柔術といった類の技を織り交ぜる。腹の虫の加護が攻撃力よりも耐久力に回っているようで、打たれ強い。
烏頭 みこと（うず みこと）
長い黒髪の女性。
烏田高校の卒業生で現在は専門学校に通う19歳。高校時代はHP部と、心霊現象研究部の副部長を掛け持ちしていた。
相手の食欲を奪うようなグロいトークと、痺れるような重い一撃を武器に戦う毒使い。霊感が強い。
二つ名は《ウルブズベイン》。
山木 柚子（やまき ゆず）
丸富大学の4年生。ボクっ娘。半額神《ビッグ・マム》の弁当に心奪われており、東区の学校に所属するも西区のスーパーを縄張りにしている女性狼。
「相手の腹部に指を突き立て、全力で締め上げる」技を得意としていたが、乱戦では不利だと諭され封印していた。洋との一騎打ちに際してその封印を解く。
二つ名は《ガリー・トロット》。

### 東区の狼
井ノ上 あせび（いのうえ あせび）
声 - 竹達彩奈
丸富大学付属高校1年で、あやめの友人。。長めの前髪で片目を隠し、季節に合わない厚めの服装をした少女。自身では自覚していないが、頻繁に不幸に見舞われており、彼女に触れた者にも恐ろしい不幸が身に降りかかる。高所からの落下や車両に跳ねられるのは日常茶飯事であり、現在は長期間風邪に悩まされている。また、写真を撮ると必ずこの世のものでは無い物が写る。
半額弁当争奪戦に参加することもあるが、一度も弁当を入手したことがない犬未満の存在である。ただし彼女が赴くところでは不幸が多発するため異例だが《死神》の二つ名を得ている。
二階堂 連（にかいどう れん）
声 - 興津和幸
丸富大学2年。片方の耳にピアスをつけた青年である。庶民経済研究部に所属する《ガブリエル・ラチェット》の頭目。情報処理に長け、不明なことは自ら赴いて情報を得る活動家。東区という縁もあり、あやめや沢桔姉妹とも度々コンタクトを取っている。
《オオカバマダラ》に憧れ、仲間と共に《ガブリエル・ラチェット》を組織立てた。現在は組織を解散し、無名の狼として弁当を求める。洋に《変態》の二つ名をつけ、他の狼達にも広めようとしている。松葉菊に対しては恋愛感情のような憧れを抱いている。
佐藤とセットで《ツードッグス》と呼ばれることもある。
遠藤 忠明（えんどう ただあき）
声 - 安元洋貴
丸富大学3年。白いコートを羽織る大柄な青年。庶民経済研究部に所属し、《ガブリエル・ラチェット》を率いる東区における代表的な狼の1人。かつては《パッドフット》と呼ばれていたが、《オオカバマダラ》に勝利し《帝王（モナーク）》の二つ名を得た。最強の名前「王様蝶（モナーク・バタフライ）」を求めて《魔導士》と相対することを望み、謀略を練る。戦闘スタイルは、その体躯と腕力を生かして重い一撃を放ち、タンクを片手で軽々と持ち上げ振り回すパワー型。タンクによって攻撃した狼を吹き飛ばし、それも攻撃の1つとして扱うなど乱戦を得意とする。
沢桔姉妹（さわぎしまい）
幼い頃から親の会社が経営するスーパーマーケット（ソニックストア）を遊び場にしており、その縁で半額弁当争奪戦に参加した経験を持つ。《オルトロス》の二つ名を得ていたが、3年前ある事情により親元を離れて2人で暮らしている。長らく半額弁当争奪戦から離れていたが、《ガブリエル・ラチェット》が残した情報に触れ、近隣のスーパーに現れるようになる。買い物カゴを利用し、2人で連携した戦いを行う。
沢桔 梗（さわぎ きょう）
声 - 田村ゆかり
丸富大学付属高校の生徒会長。2年生。鏡の双子の姉。長い髪の半ばから緩やかなカールがかかっている。夢と現実を混同し奇矯な発言を行うが、語彙が不足しているため頻繁に言葉が詰まる。また嬉しいときも言葉に詰まり、悲しいときは滑らかに言葉を発する。性的なことに関する語彙力は長けており、いかがわしい単語を口にしては妹を唖然とさせる。しかし、そのほとんどが意味を履き違えていることが多い。
沢桔 鏡（さわぎ きょう）
声 - 堀江由衣
丸富大学付属高校の副生徒会長。2年生。梗の双子の妹。髪は短めだが、左右のもみ上げを伸ばしている。姉のフォローを行うことが自分の役割と認識しているが、奇矯すぎる発言に対しては自重を求める。
二階堂に好意を寄せていることが分かっている。
ジョニー
本名不明。非常に大柄な体格をしたジャージを着た無名の男性狼。日本人。鬼塚
洋とは何度か対戦がある顔馴染み程度だが、とある会話の最中に洋が彼のことを「ジョニー」と呼んだために便宜上ジョニーと称されている。退魔師の鬼塚とは従兄弟。
カゴのふちを握る独特の持ち方をしており、さばけない相手にはカゴを頭に被せて叩き落とすといった攻撃を得意とする。
ウルフヘアに好意を抱いていて、彼女と親しげに話す洋に嫉妬しているが、彼女にとってはいい迷惑のようでかなり嫌われていると勘違いされている。
山乃守 喨（やまのもり りょう）
丸富大学の卒業生で現在は古狼。在学時は庶民経済研究部に所属していた。女好きで常に4 - 5人の女性を囲っている。大学卒業後はニート同然のヒモ生活を送り、周りの者からことあるごとに「ダメ人間」や「人間の屑」と言われている。
二つ名は《ガンコナー》。

### 夢広町の狼
《ヘラクレスの棍棒》（ヘラクレスのこんぼう）
声 - 石田彰
本名不明。夢広町出身。沢桔姉妹の両親が勤務する会社が経営するスーパーマーケットチェーン店を縄張りとしている狼。過去に《オルトロス》を駆逐と称し半額弁当争奪戦より永久追放した経歴の持ち主。《オルトロス》に対抗できる唯一の人物と自負している。ストリートファイト風な戦闘スタイルを持つ。

### その他地区の狼
《毛玉》（けだま）
本名不明。細身の体にアフロヘアー、銀色のサングラスをかけた青年。鉄平の大学の先輩にあたる。拠点を持たず各地を放浪するために情報通であり、「歩くニュースペーパー」を自称するが、連曰く「浅く広い情報網しか持たない、ただ騒ぎ立てるだけの三流ゴシップ」とのこと。
森丘 太蔵（もりおか たいぞう）
筋肉質の高校3年生。夏場でも足首まで届く革のコートを羽織っている。身長は190センチメートルほど。
2歳年下のアンと長年交際しており、周囲からウザがられるほどのバカップルぶりを発揮している。着ている服装は全てアンの好みである。
実力もさることながら、最大の武器はコートの下から放つ汗の臭いであり、これにより近づく狼の食欲を失くさせ、腹の虫の加護を弱めている。
二つ名は《ナックラヴィー》。
アン
妖艶な高校1年生。セミロング。
小学生の時に太蔵に告白して彼氏彼女の関係になって以来、ずっとラブラブな関係が続く。太蔵とコンビを組む狼。
太蔵へアドバイスを行い、彼に肉体改造を施している。
汗と筋肉フェチで、花の執筆した『筋肉刑事（マッスルデカ）シリーズ』の愛読者であり、陰で花を先生と呼び慕っている。また登場人物である「サイトウヒロシ刑事」のモデルが洋であることを薄々感づいている。
淡雪 えりか（あわゆき えりか）
小柄な少女。ツインテールというよりも2つのポニーテールという髪型。中学3年生。
HP同好会が夏合宿のため訪れた「淡雪ロッジ」のオーナーの娘。
親の仕事をよく手伝う優しく勝気な性格であり、ロッジに訪れた客の案内などをしている。
《ギリー・ドゥー》の相方も務めている女性狼。水泳部所属であり、真希乃とは親友。
禊萩 真希乃（みそはぎ まきの）
存在感の薄い天然ドジ眼鏡っ娘の中学3年生。
長い手足を活かした戦い方をする。両親が共働きな理由もあって、晩ご飯を買いにいった先で半額弁当争奪戦を知り、参加するようになった。サポートに回ったときに本領を発揮するタイプの狼である。
嫌なことでも嫌とは言えない性格で、小学生の頃に人から掃除当番などの嫌なことを押し付けられ困っていたところをえりかに助けられて以降、親友となる。えりかと共にいることを望んで彼女と同じ水泳クラブに入会し、中学校進学後はえりかと共に水泳部に入部する。
二つ名は《ギリー・ドゥー》。
《大顎》（おおあご）
本名不明。女性の狼。2つの買い物カゴを用いて、さながらブルドーザーのように相手をなぎ倒すスタイルからその名前が付いた。
《天井の蜘蛛》（てんじょうのくも）
本名不明。長い黒髪とガリガリに痩せた身体が特徴の男性狼。天井に張り付くことが出来るほか、天井からの攻撃を武器とする。
大谷 昌義（おおたに まさよし）
洋やあやめと同郷で有名国立大学二年生。狼。年齢は20歳になる。
佐藤家や著莪家に程近いスーパーマーケットに出没し、小柄な体格を活かした機敏な動きや跳躍力がある。
美人の女性狼を見ると見境無く手を出そうとするため、人喰いにして娘攫いのゴブリンの名を付けられ、女性狼からは嫌われている。二つ名持ちではあるものの、狼としての実力は今ひとつ。
洋たちに争奪戦で負けて意識を取り戻したあと、牧とこれまでの思いをぶちまけ、牧に好きだと告白した。
二つ名は《ホブヤー》。
牧（まき）
洋やあやめと同郷で有名国立大学に通う女性の狼。非常に大柄で恰幅が良く、昌義とは幼稚園から大学ずっと一緒の幼馴染。
普段からダボっとした服装を好んで着ているため気づかれないが、胸は大きい。
体が大きいことで昌義から素っ気ない態度をとられるようになりそのことを気にしている。
二つ名は無いが昌義よりも強い。
鬼塚 博（おにづか ひろし）
身長は180を優に超えるだろう丸めがねの大柄な男。探偵事務所でアルバイトをしている大学生。
『謎好きの男』として知られ、特殊能力を有する狼たちから畏怖される。自身が興味を持った狼を観察・分析するのが得意。
かつてのHP部の猛者である《ウルブズベイン》こと、烏頭みことをライバル視しており、二つ名とは裏腹に戦い方は豪快。自身の二つ名を気に入っている。
二つ名は《退魔師》（ゴーストバスター）。
秋鹿 雅（あきじか まさ）
元HP部に所属していた狼。ゆるくウェーブする黒髪の男性。赤いサングラスと皮のコートを愛用している。性格は生真面目でプライドが高い。
現在は東北の大学に通っており、かつては《ウルヴァー》という二つ名で呼ばれていた。とても後輩想いであり、かつてHP部で後輩だった仙を救うために同じく後輩であった《魔導士》を倒さんと力を付けていた。争奪戦では主にエコバッグを使い、見るもの全ての腹の虫の加護を弱める無差別の毒を切り札に持つ毒使い。
二つ名は《大厄の闘牛士》（たいやくのマタドール）。
刈穂 司（かりほ つかさ）
透き通った女性的な声を持つ男性狼。アナウンサーのような聞いていて惚れ惚れするほどの美声。
情報屋のような存在だが《毛玉》とは違い、「狭く深く」といったところ。自身の眼で直接見たことのみを「詠う」。
過去にあったHP部の解散に繋がる出来事を見ることができなかったことを悔いている。
二つ名は《東北のカナリア》（とうほくのカナリア）
響 鉄平（ひびき てっぺい）
赤毛のツンツンヘアーにサングラスという、パンクロッカーのようなファッションを好む狼。
《ナックラヴィー》からは最強に最も近い狼で、相手になるのは《魔導士》クラスのみと評される凄腕。出身は関東地方で《毛玉》とは先輩後輩の間柄。女性狼に対してはセクハラ紛いの挨拶を交わすなど普段からとてもフランクな性格である。
争奪戦では相手に弁当でなく自分に意識を向けさせ、その相手を潰したうえで奪取するスタイルをとる。また、腹の虫の加護を最大限に発揮することで自身の痛覚を麻痺させ相手の攻撃をものともせず、単純な力比べでは《魔導士》をも凌ぐほどである。自身と近い戦闘スタイルを持つ烏頭とは相性が悪く、戦闘の間を縫って弁当を取りに行く白粉も、彼にとっては天敵となっている。
二つ名は《サラマンダー》。
花菱 そう（はなびし - ）
『Ripper's night』の登場人物。三つ編みを二房前に垂らしている少女。《ジャック・ザ・リッパー》と呼ばれている狼。雨の日にポイントカードが使えるスーパーにだけ出没する。
ダニエル
そうの飼っている大型犬。オスの4歳。犬種はバーニーズマウンテンドッグ。元ネタはアサウラの飼っていた犬から。そうがオルトロスに倒された際、ゲームセンターにいたあやめらを探し出し助けを求めるなど、非常に賢い犬である。

### その他 弁当に関わる者
大猪（おおじし）
声 - 斉藤貴美子
本名不明の主婦。巨漢の体格をした女性。せっかちで、礼儀知らず。ルール無用で、半額シールを貼る前の弁当を強引に全部奪い店員（半額神）に半額シールを要求する。買い物用カートを武器に猪突猛進的なパワーで、狼達をやすやすと蹴散らす。大猪は彼女だけを指すものではなく、同様の主婦全員を指す。
古狼（ころう）
声 - 山本格
アニメ版に登場。本名不明。ラルフストア・夢広店を縄張りとしている狼。三年前に沢桔姉妹が、夢広町を去ることになった経緯を知る人物の一人で、再び動き出した《ヘラクレスの棍棒》から沢桔姉妹を救ってやってくれと二階堂連に託した。松葉菊とは昔馴染み。
企業戦士サラリーマン（きぎょうせんしサラリーマン）
平日の早朝のみ販売される駅弁「お粥弁当」を狙う社会人5人組。5人とも知り合いという間柄ではないが、余所者が弁当を奪いに来た時のみ手を組み妨害する。皆、駅弁購入時だけ、オリンピックアスリート並みの身体能力を発揮する。
レッド
サラリーマン。赤いハンカチを胸ポケットに入れた男性。「企業戦士サラリーマン」をはじめ自分達の呼び名は勝手に心の中で付けている。
狼としてデビューしたが実力は未知数。弱いものを見捨てられない性格であり、実家で犬以外にも、猪などの野性動物といった大勢のペットを飼っている。
グリーン
いつも草臥れた安物のスーツを着た男性。
ブルー
皺一つ無い青いピンストライプの入った高級スーツを着こなした男性。レッドの仲間意識を「嫌な視線」と感じるなど、クールな性格である。
イエロー
「らん☆らん☆る〜」と書かれた黄色いシャツを着た男性。レッドと共に「崩し」を行い、洋と花を妨害した。過去に魔導士である優に、レッドと「崩し」を仕掛けているが、失敗している。
ピンク
下着が見える位薄いシャツを着たキャリアウーマン。「企業戦士サラリーマン」の紅一点。

### 半額神
アブラ神（アブラしん）
声 - 金光宣明
西区のスーパー「ホーキーマート」の半額神。別名「アブラ親父」。烏田高校に入学した洋と花が狼達によって初めてボロボロにされた後、彼らを介護して狼の存在とスーパーマーケットという戦場の存在を教授した。帰るときにカロリーメイトかSOYJOYのどちらか好きな方をタダでくれた。作る弁当は、非常に長く独創的な名前の弁当が多い。
実はかつて、父（烏田高校の現理事長）のコネでハーフプライサー部の立ち上げ人の一人であり、二つ名のきっかけとなった《アーサー》の名で呼ばれた元狼でもある。
ジジ様（ジジさま）
声 - 樫井笙人
西区のスーパー「スーパーときわ」のベテラン半額神。やや行動がゆっくりなところがあり、それゆえに大猪の餌食となることもある。また、半額シールをわざと貼らずに狼達を焦らすこともある。洋の将来性を買っており、優に洋を見守るよう頼むなど面倒見は良い。サバの味噌煮やサバの塩焼きなど、サバをメインにした弁当は人気が高い。
ビッグ・マム
巨漢な男性。半額神。スーパーでは主任。黒くて長い髪をしており、仕事以外では化粧もしている。同性愛者。オカマ口調である。年齢は40手前。匂いフェチ。
当初は洋に一目惚れしていたが、彼が茉莉花の胸を揉みしだく現場を目撃したために洋をペドフィリアと思い込み、現在では毛嫌いしている。ただし、狼として洋のことは認めている。ビッグ・マムの店はやや高級志向のスーパーであるため、そもそも半額弁当自体が出にくい。
陳（ちん）
台湾出身の半額神。「肉の陳」と呼ばれ、肉料理全般の評価が高い。野菜が中心の弁当であっても肉の処理に一切手を抜くことはせず、金城から絶賛されていた。
松葉 菊（まつば きく）
声 - 大原さやか
東区に新しくできたスーパー「ラルフストア」の半額神。《マっちゃん》と親しみを込めて呼ばれている。先端を黄褐色に染色した黒色の長髪をポニーテールにまとめ、バンダナキャップをかぶっている。かつては東区の最強の狼《オオカバマダラ》や《女帝蝶（モナークバタフライ）》として半額弁当争奪に参加していたが、《魔導士》に敗北したことや付き合っていた男性から結婚を申し込まれたことにより、狼の世界から身を引く。狼のために作ったと言われる「ザンギ弁当」は絶品の味であり、通常価格でもよく売れて滅多に売れ残らないため、常に月桂冠が貼られており、奪い合いが激しい。
江戸っ子半額神（えどっこはんがくしん）
声 - 山本格
スーパー「オードリィ」の半額神。江戸っ子口調で喋る。土用の丑の日には焼きたてのうなぎ弁当を売り出し、ハーフプライスラベリングタイムになると出来立てにも関わらず半額になるという大盤振る舞いをする。
むっちゃハワイやんパークの半額神
アニメ版に登場。去年新しくオープンした「ラルフストア」系列店の屋内プール施設「むっちゃハワイやんパーク」のイルカの着ぐるみを着た半額神。イルカの着ぐるみを着ての登場により姿形や顔は隠れているが、半額シールを貼るため着ぐるみの右腕部分を破り捨てため右腕のみ確認できる（恐らく男性従業員）。当然ながら喋ったりもしない。他店の半額弁当争奪戦とは多少異なりむっちゃシンセンボールに入れた弁当をプールの水面上に流し水面上に浮いてる弁当での取り合いによる半額弁当争奪戦となる。

### その他
佐藤父（さとうちち）
声 - 若本規夫（ドラマCD）
陸上自衛隊に所属する洋の父親。旧姓は著莪。熱狂的なセガ信者である。国家機密である職場の情報を某国に売り渡したり、猛吹雪の中にパンツ1枚で買い物に出て全裸で帰ってきたり、息子を乗用車で撥ねたりと破天荒な行動を繰り返す、近隣では知らない人間が居ないほどの有名人。
著莪家の長男であるが、結婚の際に「著莪という名は普通の人は読めないだろうからいちいち説明するのが面倒」という妻の一言で佐藤家の婿養子になる。
佐藤母（さとうはは）
洋の母親。ハンドルネームは「ネネ14歳」。ネット廃人でRPG中毒者。家事をせずにネットにハマることもある。
槍水 茉莉花（やりずい まりか）
声 - 花澤香菜
仙の妹。小学4年生の10歳。愛玩犬の様な可愛らしい少女。入退院を繰り返しており、病弱。何でも信じる素直な子である。人見知り。図書委員。趣味はアニメとインターネット。
お姉ちゃん子な甘えん坊で、姉を最強の狼として信じて疑わず、憧れを抱いている。まだブラジャーを必要としない体型だが、洋のために自分の胸を揉ませる大胆な一面を見せる。
著莪パパ（しゃがパパ）
あやめの父親で佐藤父の弟。父も兄も自衛隊員だが大学院で博士号を修得し、現在は民間の医療機器関係の企業で研究職に就いている。特別講師として訪れた母校である丸富大学付属高校で出会ったイタリアからの留学生の少女に手を出し結婚。中学生アイドルユニットの追っかけをしており、あやめが中学生になったあたりから娘を見る目つきが変わるなど、かなりアレな性癖の持ち主。
著莪ママ（しゃがママ）
あやめの母親。高校生の時に留学先の高校の特別講師だった著莪パパと結婚したためまだ若く、甥に当たる洋を始めとする親戚一同には本名の「リタ」と呼ばせている。
白梅パパ（しらうめパパ）
本名不明。梅の父親。金髪で20代にも見える様な若々しい格好をしている。梅の趣味に薄々勘付いているらしく、娘が男性を寄せ付けず、浮いた噂一つないことを心配しており、「誰でも良いから家に男を連れて来い」と常々娘に口癖のように語っては娘からきついお仕置きを受けている。
白梅ママ（しらうめママ）
本名不明。梅の母親。有名なファッションデザイナーである。娘より身長は低いが非常に娘と似ている。
井ノ上父（いのうえちち）
井ノ上総合病院の院長であせびの父親。娘の不幸体質で傷ついた洋を無償で精密検査と検査入院させてくれる優しい先生。
井ノ上母（いのうえはは）
あせびの母親。あせびと並んでいると姉妹のように見える位幼い外見をしている。子供の頃から病弱な体質で井ノ上総合病院に入院していた時に、跡取り息子である現院長に一目惚れし結婚。あせびを出産した途端、今までの憑き物が落ちたかのように病弱な体質が改善され一切怪我や病気にかからなくなる。
写真に写る事が好きで、記念撮影が近くで行われると、その背後に遠慮がちに立つという癖があり。そのいで立ちゆえに心霊写真と間違われる事が何度もある。
内本 宏明（うちもと ひろあき）
声 - 井口祐一
洋の同級生。マゾヒストであり、洋が梅に制裁を受けている場面を見ては洋に同好の士になるよう求めている。
神田（かんだ）
洋の寮仲間で『夏のはじまりにバッドエンド事件』を体験した1人。資本主義の申し子。高段位桜桃少年団のメンバー。
蔵田（くらた）
洋の寮仲間で『夏のはじまりにバッドエンド事件』を体験した1人。目的のためには手段を選ばない。おっぱい博士でもある。高段位桜桃少年団のメンバー。
矢部（やべ）
洋の寮仲間で『夏のはじまりにバッドエンド事件』を体験した1人。高段位桜桃少年団のメンバー。男兄弟ばかりの上に危うく親に男子校に入れさせられそうになるも必死に抵抗して烏田高校に入学。金髪ロシア美女のエロ画像収集が日課。また、クラスの女の子全員の使用済み靴下を手に入れるというギャルゲーをプレイしている。
霧島（きりしま）
烏田高校男子寮で洋の隣の部屋に住む男子生徒。ロリコンであり、己の欲望が臨界点に達した時に世界に危機が訪れるらしい大変危険な人物。洋と茉莉花が会っているときにはよく烏田高校の寮の方で奇怪な音と光が発生するのは彼の仕業。口癖は「第二次性徴が憎い」。
木之下 桃（きのした もも）
仙の同級生。バンドを組んでいる彼氏とラブラブな女子高生。仙の服のコーディネイトをよくしている。
紫華 蔓（むらさきけ かずら）
仙の同級生。人に喜ばれることに生きがいを感じておりボランティア部に所属している。桃にいつもいいように振り回されている。桃にそそのかされて洋に対し色仕掛けを仕掛けた結果、唐突に意味不明な言葉を言い始めたり、5分おきに電話とメールをしてくる電波系の女子高生キャラとして洋に恐れられている。
田辺 清吾（たなべ せいご）
烏田高校の卒業生。大学受験に失敗した後、予備校にも通わず就職活動もせずダラダラとした生活を送るニート。町で偶然あせびを目撃し一目惚れする。彼女と同じ学校に通う事を夢見て予備校に通うも我慢し切れずに、彼女のバイト先である「ゲーマーズショップ フォローミー」のバイト募集に応募し一緒に働くことになる。
T
烏田高校の卒業生。Tの名は通称で本名不明。心霊現象調査研究部の創設者にして“伝説の部長”と呼ばれる人物で、現部員曰く「お寺生まれ」。母校の寮に封じられながらも結界を破ろうとした霧島の再封印を試みた部員たちの加勢として姿を現す。
警備のオッちゃん（けいびのオッちゃん）
声 - 乃村健次
本名不明。丸富大学付属高等学校の警備員。マッチョなハゲ頭で洋を目の仇にしている。かわいい女子生徒に手を出すものはすべて制裁の対象とみなすなど性格に問題があり、あまりのキモさに学校で話しかけてくるのはあやめとあせび位である。
石岡 勇気（いしおか ゆうき）
洋の幼馴染。洋の策略で洋とは別の高校に進学した。劇中には登場せず、彼自身の間抜けなエピソードと、洋が彼に対して行った非道な仕打ちが洋の口から語られるのみである。女性にはモテない。
広部 蘭（ひろべ らん）
洋やあやめの小中学校時代の同級生であり、当時のクラスのマドンナ的存在。洋の幼馴染で初恋の相手でもある。
小学校時代に芸能界にスカウトされ、「鬼灯ラン（ほおずき・ラン）」の芸名で売り出し中のアイドル。非常に負けず嫌いの努力家であり、当時クラスの人気を二分していたあやめとは、幼馴染であり親友同士でありライバルの間柄であやめに対する憧れと共に常に対抗心を燃やしていた。
私立三ノ輪高校から、烏田高校に交換学生制度で一ヶ月だけ来た。
蒲よう子（がま-）
『Ripper's night』の登場人物。ショートカットの眼鏡をかけた少女。夏休みに丸富大学付属高校に親の都合で転校してきた。女性の同性愛に興味を示し、本人も著莪あやめに対して恋愛感情を抱いている。

## 用語
半額弁当争奪戦
狼たちが半額弁当を獲得するために拳を交えて奪い合いをすることで、スーパーマーケットの弁当コーナー周辺をフィールド範囲とする。一般人にはあまり知られておらず、スーパーマーケット関係者や狼たちのみの暗黙の闘いとなっている。弁当を獲った狼は勝者となり、他の狼は手を出せない他、「礼儀を以って誇りを賭けろ」に集約された色々なルールがある。大半の狼たちにとってはやや特殊なスポーツやレクリエーションに参加しているといった認識であり、節約を主としている狼は少数派である。
半値印証時刻（ハーフプライスラベリングタイム）
半額神によって半額シールが貼られる時刻のこと。大体、閉店1時間前の所が多い。食材の傷みやすい夏場の時期や長時間の停電などが発生した時には、前倒しされたり、残った弁当が少ないと遅くなることもある。弁当はあるが半額にしないで売り切ろうと粘る半額神もいる。
腹の虫の加護（はらのむしのかご）
空腹感と弁当を食べたいという欲求によって、普段よりも身体能力が上がること。争奪戦においては身体を鍛えているかや格闘技経験の有無などよりも、これの強さが勝敗を左右する。このため、周りの狼が食欲をなくすような戦法を取る狼もいる。逆に、争奪戦に備えて朝食昼食の量を少なめにする、絶食などをする狼もいる。
豚（ぶた）
1人で何個も半額弁当を買う、半値印証時刻より前に弁当を確保して半額神にシールを貼ってもらうなどの行為を行うものたちを指す言葉。礼儀を重んじる狼でさえ、なかなか半額シールが貼られない重圧感に負けて、手を伸ばしてしまい、こう呼ばれてしまうこともある。この重圧に1度でも負けてしまえば狼としての復帰は難しくなる。
犬（いぬ）
スーパーマーケット内での暗黙のルールを理解し、最低限の礼儀を弁えているのに腕が未熟なため、戦線の最前列に身を置くことのできない人たちへの呼称。
狼（おおかみ）
スーパーマーケット内での暗黙のルールを理解し、それに則って礼儀を持って誇りを懸け、半額弁当の争奪に挑む人たちの総称。
半額神（はんがくしん）
スーパーマーケット内で惣菜や弁当などの商品に半額シールを貼る人。短く〈神〉とも呼ばれる。
アラシ
新入部員の強化合宿中や文化祭期間中など期間限定ではあるが、1度に半額弁当を買い込んでいく人たちを指す。
勝利の一味
争奪戦で獲った弁当を食べるとき、争奪戦の高揚感や勝利したという満足感などで普段より美味いと感じられること。食費を浮かせるためという理由以上にこれを求め、争奪戦に参加している者も多い。
月桂冠（げっけいかん）
半額神が太鼓判を押した特別な半額弁当。通常の半額シールではなく、店ごとに特別な半額シールが貼られる。これを手にした者はその日、月桂冠シールの半額弁当が置かれたフィールドでの絶対的勝者となる。
二つ名（ふたつな）
狼の中でも目立つ人につけられるあだ名。実力のある人は目立つため、二つ名がある＝強いというイメージがあり、たいていの場合は強いと認められた狼に二つ名がつく。言動や見た目、争奪戦のスタイルなどから付けられるが、稀に特別な事情により付けられる場合もある。作中に出てくる二つ名の多くは、イギリスの民話やギリシア神話をモチーフとしている。ただし「二つ名」の扱いは「あだ名」よりも良く、例として、茶髪というあだ名を持つ狼が「シーリーコート」と言う二つ名を得るなど、ある程度の分別はなされている。
ハーフプライサー同好会（ハーフプライサーどうこうかい）
私立烏田高等学校に存在する、半額弁当争奪を目的として作られた組織。会長は仙。洋と花も所属している。放課後に半額印証時刻になるまで部室でボードゲームなどで各々時間を潰して、争奪戦後に集まって戦課報告や夕食を共にする。部室は他の部より広く、半額弁当を食べるための設備や備品が揃っている。壁一面には今まで部員や会員が獲得した半額シールが貼ってあり、貼る場所が無くなっては重ね貼りしてある。
「同好会、部のメンバー同士で同じ弁当を取り合ってはならない」というルールが存在する。そのため、「自分が狙う弁当を他のメンバーに伝える」、「人数が固まらないように2つのスーパーに別れる」など工夫がされている。
争奪戦のあとに食事をする際に、照明を消して月明かりだけにするのは半額弁当は月夜に合うから、とのこと。
亡者の群れ（ホースト）
スルーアの項を参照。
大猪（おおじし）
スーパーマーケット内での暗黙のルールを理解せず、礼儀を持たずに半額弁当を求める人たちへの蔑称の1つ。半額弁当と半額惣菜を買い溜めに来た主婦を指す。腹の虫の加護はないが、家族のために戦う「生活力」によって狼をやすやすと蹴散らすなど戦闘力は高い。類義語に「豚」「アラシ」がある。アニメでは、金城優によって文字通り一蹴されていたが、原作では足止めまでしかできなかった為、如何に脅威であるかが確認できる。
スルーア
別名《亡者の群れ（ホースト）》とも呼ばれる。半額になる前の弁当を、多くの人間が学園祭などの理由で買い求める現象のこと。
Mの兄弟（エムのきょうだい）
宏明が創立したマゾヒストの性癖を持つ人たちの集まる変態サークル。定期的に機関紙を発行し、合宿も行なうなど活動内容はそこそこ充実している。白梅梅後援会との業務提携を行なっている。
ガブリエル・ラチェット
丸富大学庶民経済研究会に所属する会員有志10数名で結成された部隊。本来は西区に大量発生した「豚」を駆逐するために《オオカバマダラ》をサポートする組織として、連が結成した。組織の構成員についての詳細は不明で、当事者以外には分からないよう徹底されている。また、構成員以外にも協力者が多数存在する。
烏田高校（からすだこうこう）
正式名称は「私立烏田高等学校」で、本作のメインの舞台となる高校。私立三ノ輪高等学校と提携を結んでいる全寮制の進学校で、学生交換制度を取り入れている。寮には食堂はあるが、生徒たちに自立心を持ってもらうべく朝食しか出ないために昼・夕食は自炊や外食に頼ることになる。その結果、生徒の中には食費を節約するためにスーパーマーケットの半額弁当を求め、狼になる者もいる。
駆逐（くちく）
ヘラクレスの棍棒が発案し、沢桔姉妹に対し強すぎることを理由に半額弁当争奪戦から強制退場させ永久追放へと至らせた行為を指す。ヘラクレスの棍棒を筆頭に全ての狼達が、沢桔姉妹に対して半額弁当争奪戦での戦いを拒否。沢桔姉妹が弁当を取った後で争奪戦を開始するというもの。
古狼（ころう）
一身上の都合で戦線から離脱した元狼。引退ではなく極稀に現場復帰するが、一般的には元狼の中でも現役時代に二つ名を与えられていたクラスの狼でないと、古狼とは呼ばれない。
西区（にしく）
本作の主な舞台となる土地の大まかな区分け。西区に所属する狼が主に使用する。私立烏田高等学校が存在する区域に当たる。
東区（ひがしく）
作品の主な舞台となる土地の大まかな区分け。東区に所属する狼が主に使用する。丸富大学及び付属高校が存在する区域に当たる。
筋肉刑事シリーズ（マッスルデカシリーズ）
花が執筆した極一部に大人気の小説。「サイトウヒロシ刑事」という人物が主人公で、彼の身体のデリケートな部分が毎回辱めを受ける。毎回、濡れ場が近くなると主人公名が「サイトウ」ではなく「サトウ」と誤記されるため、ファンの間ではサトウと呼ぶのが常識となっており、サイトウと呼ぶ奴はにわかとして扱われる。タイトルの筋肉刑事とは、サイトウヒロシの相棒のガントウ刑事。このシリーズに限らず、白粉が執筆する小説の登場キャラクターは、白粉付近の知人がモデルとなる事が多い。
丸富大学（まるとみだいがく）
東区に存在する大学。付属高校と併設されている。著莪パパは同大学の卒業生である。
丸富大学庶民経済研究部（まるとみだいがくしょみんけいざいけんきゅうぶ）
丸富大学の中に存在する、半額弁当争奪を目的として作られた組織。現在の部長は忠明。主に東区全域をテリトリーにしており、有能な狼の情報収集を目的としている。《ガブリエル・ラチェット》もここに所属している。元は東区に群がる豚や大猪を駆逐していた菊をサポートするために発足したが、その後は東区から豚が姿を消したため、活動内容を現在のものに変更した。
丸富大学付属高校（まるとみだいがくふぞくこうこう）
正式名称は「私立丸富大学付属高等学校」。高偏差値の進学校であるため、ほとんどの学生が丸富大学に進学する。あやめやあせび、沢桔姉妹が通っており、あやめの両親も同校出身である。
最近はスポーツにも力を入れており、多額の経費をつぎ込んで施設の改修や特待生の獲得に余念がなく、真希乃も水泳の特待生としてスカウトされた。
夢広町
沢桔姉妹のかつての出身地で、沢桔姉妹に関して深く関わり合う舞台。
高段位桜桃少年団（ハイクラスチェリーボーイズ）
烏田高校の男子寮で結成された、汚れを知らぬ純粋な（要は恋愛経験のない）少年たちによる秘密組織。一応洋もこれに入っているのだが、仲間内から疑いの目を持たれており、度々制裁を加えられそうになっている。

## 制作背景
著者のアサウラは第5回スーパーダッシュ小説新人賞で大賞を受賞しており、受賞作（『黄色い花の紅』）および2作目（『バニラ A sweet partner』）では「銃と少女」というテーマで執筆をしていたが、このテーマでは読者を限定してしまうことからテーマの見直しが行われた。最終的にはアサウラとお笑いの話をよくしていた担当編集者の鳥山浩がアサウラに独特のセンスを感じたことから、コメディをテーマにすることを提案し、その結果本作が誕生した。

## 書誌情報

### 小説既刊一覧
- アサウラ（著） / 柴乃櫂人（イラスト） 『ベン・トー』 集英社〈スーパーダッシュ文庫〉、全15巻

| 巻数 | サブタイトル                                                        | 第1刷発売日（発売日）      | ISBN              |
| ---- | ------------------------------------------------------------------- | -------------------------- | ----------------- |
| 1    | サバの味噌煮290円                                                   | 2008年2月27日（2月22日）   | 978-4-08-630405-4 |
| 2    | ザンギ弁当295円                                                     | 2008年6月30日（6月25日）   | 978-4-08-630430-6 |
| 3    | 国産うなぎ弁当300円                                                 | 2009年1月28日（1月23日）   | 978-4-08-630467-2 |
| 4    | 花火ちらし寿司305円                                                 | 2009年7月29日（7月24日）   | 978-4-08-630495-5 |
| 5    | 北海道産炭火焼き秋鮭弁当285円                                       | 2010年1月27日（1月22日）   | 978-4-08-630528-0 |
| 5.5  | 箸休め 〜燃えよ狼〜                                                 | 2010年4月28日（4月23日）   | 978-4-08-630551-8 |
| 6    | 和栗おこわ弁当310円                                                 | 2010年8月30日（8月25日）   | 978-4-08-630561-7 |
| 7    | 真・和風ロールキャベツ弁当280円                                     | 2011年2月28日（2月25日）   | 978-4-08-630594-5 |
| 7.5  | 箸休め〜Wolves,be ambitious!〜                                      | 2011年7月27日（7月22日）   | 978-4-08-630622-5 |
| 8    | 超大盛りスタミナ弁当クリスマス特別版1250円                          | 2011年12月27日（12月22日） | 978-4-08-630650-8 |
| 9    | おかずたっぷり! 具だくさん! 香り豊かな欧風カレー弁当すぺしゃる305円 | 2012年6月27日（6月22日）   | 978-4-08-630680-5 |
| 9.5  | 箸休め〜濃厚味わいベン・トー〜                                      | 2012年10月30日（10月25日） | 978-4-08-630705-5 |
| 10   | 恋する乙女が作るバレンタインデースペシャル弁当350円                 | 2013年4月30日（4月25日）   | 978-4-08-630734-5 |
| 11   | サバの味噌煮弁当【極み】290円                                       | 2013年11月27日（11月22日） | 978-4-08-630760-4 |
| 12   | デザートバイキングプライスレス                                      | 2014年2月28日（2月25日）   | 978-4-08-630773-4 |

### 短編作品一覧
| サブタイトル | サブタイトル                   | 掲載媒体                                                                    | 発表年月日     | 備考        |
| ------------ | ------------------------------ | --------------------------------------------------------------------------- | -------------- | ----------- |
| 1            | 佐藤洋、十六歳の誕生日         | スーパーダッシュ文庫公式ホームページ内 特集サイトにて掲載                   | 2008年6月15日  | 第5.5巻収録 |
| 2            | 名も無き狼たち                 | スーパーダッシュ文庫公式ホームページ内 特集サイトにて掲載                   | 2009年1月15日  | 第5.5巻収録 |
| 3            | 白粉花の週末                   | スーパーダッシュ文庫公式ホームページ内 特集サイトにて掲載                   | 2009年1月15日  | 第5.5巻収録 |
| 4            | 著莪あやめのお見舞い           | 第4巻発売記念サイン会にて限定配布                                           | 2009年10月24日 | 第5.5巻収録 |
| 5            | 白粉花の夏休み                 | スーパーダッシュ文庫公式ホームページ内 特集サイトにて掲載                   | 2010年1月15日  | 第5.5巻収録 |
| 6            | モモとカズラと                 | スーパーダッシュ文庫公式ホームページ内 特集サイトにて掲載                   | 2010年4月15日  | 第7.5巻収録 |
| 7            | 天使の贈り物                   | スーパーダッシュ文庫公式ホームページ内 特集サイトにて掲載                   | 2010年8月15日  | 第7.5巻収録 |
| 8            | 男子寮と従姉とバレンタインデー | スーパーダッシュ文庫公式ホームページ内 特集サイトにて掲載                   | 2011年2月15日  | 第7.5巻収録 |
| 9            | 違いの分かる狼                 | ジャンプSQ.別冊付録スーパーダッシュ 漫画プログラム内『ベン･トー間食版』掲載 | 2011年4月21日  | 第7.5巻収録 |
| 10           | 桜色のアレ                     | ジャンプSQ.別冊付録スーパーダッシュ 漫画プログラム内『ベン･トー間食版』掲載 | 2011年6月4日   | 第7.5巻収録 |
| 11           | 十人十色                       | ジャンプSQ.別冊付録スーパーダッシュ 漫画プログラム内『ベン･トー間食版』掲載 | 2011年7月4日   | 第7.5巻収録 |
| 12           | だいたいいつもそんな感じ       | スーパーダッシュ文庫公式ホームページ内 特集サイトにて掲載                   | 2011年7月15日  | 第9.5巻収録 |
| 13           | その、存在価値                 | ジャンプSQ.別冊付録スーパーダッシュ 漫画プログラム内『ベン･トー間食版』掲載 | 2011年8月4日   | 第9.5巻収録 |
| 14           | 弁当                           | ジャンプSQ.別冊付録スーパーダッシュ 漫画プログラム内『ベン･トー間食版』掲載 | 2011年9月3日   | 第9.5巻収録 |
| 15           | 有明の狼たち                   | スーパーダッシュ文庫公式ホームページ内 特集サイトにて掲載                   | 2011年12月15日 | 第9.5巻収録 |
| 16           | やっぱりいつもこんな感じ       | 8巻＆雑誌『スーパーダッシュ＆ゴー！』 創刊2号発売記念サイン会にて限定配布   | 2012年1月7日   | 第9.5巻収録 |
| 17           | 波の音                         | スーパーダッシュ文庫公式ホームページ内 特集サイトにて掲載                   | 2012年6月16日  | 第9.5巻収録 |
| 18           | 永遠（エタニティ）の始まり     | 第12巻書店特典、ベン・トー完結記念スペシャル小冊子に収録                    | 2014年2月25日  |             |

### 漫画既刊一覧
スーパーダッシュコミックス刊（集英社発行）
- 『ベン･トー zero Road to witch（愛蔵版コミックス）』2011年10月25日発売、ISBN 978-4-08-782393-6
- 『ベン･トー another Ripper's night（愛蔵版コミックス）』2012年10月25日発売、ISBN 978-4-08-782467-4
- 『ベン･トー アラカルト（愛蔵版コミックス）』2013年11月22日発売、ISBN 978-4-08-782718-7

## 漫画
ベン・トー zero Road to witch
漫画 - 柴乃櫂人 / 原作 - アサウラ
『ジャンプスクエア』2011年5・6月合併号より2011年10月号まで別冊付録スーパーダッシュ漫画プログラム (SDMP) にて連載。全5話。
仙を主人公とした前日譚。原作の1年前、高校生となったばかりの仙が《半額弁当争奪戦》に遭遇し、優の導きのもと、狼への道を歩む姿が描かれる。
ベン・トー another Ripper's night
漫画 - 柴乃櫂人 / 原作 - アサウラ
『スーパーダッシュ&ゴー!』2011年12月創刊号より2012年10月号まで連載連載。
あやめを主人公としたスピンオフ作品。謎の狼「ジャック・ザ・リッパー」を追って東区で繰り広げられる物語。
ベン・トー アラカルト
漫画 - 柴乃櫂人 / 原作 - アサウラ
『スーパーダッシュ&ゴー!』2012年12月号からWEBコミック化以降の2013年10月まで連載。
ベン・トー△
漫画 - サンカクヘッド / 原作 - アサウラ
『スーパーダッシュ&ゴー!』2011年12月号から休刊となる2013年6月号まで連載。未単行本化。

## テレビアニメ
| 原作                         | アサウラ （集英社スーパーダッシュ文庫刊） |
| イラスト                     | 柴乃櫂人                                  |
| 監督・構成・デザインワークス | 板垣伸                                    |
| キャラクターデザイン         | 平田雄三                                  |
| 総作画監督                   | 平田雄三、杉本功                          |
| プロップデザイン             | 岩畑剛一、森木靖泰                        |
| 美術監督                     | 海野よしみ                                |
| 色彩設計                     | 大西峰代                                  |
| 撮影監督                     | 山田和弘                                  |
| 3Dディレクター               | 平将人                                    |
| 編集                         | 廣瀬清志                                  |
| 音響監督                     | 明田川仁                                  |
| 音響効果                     | 中野勝博                                  |
| 音楽                         | 岩崎琢                                    |
| プロデューサー               | 高野貴志、兼光一博 石黒達也、梶田浩司     |
| アニメーションプロデューサー | 笠間寿高                                  |
| アニメーション制作           | david production                          |
| 製作                         | HP同好会                                  |

2011年2月にテレビアニメ化が発表され、同年10月から同年12月まで独立局ほかにて放送された。
食べ物（弁当）を題材にした内容であり、弁当の美味しそうな描写は原作でも見所であることから、テレビアニメ版では弁当専用の作画監督を役職として設けるなど、食事描写に注力した。暗がりで食べる冷めた弁当を映像で美味しく見せることは難しく、技術を要したという。
テレビアニメ版では原作小説での描写を反映したうえでセガと大塚製薬の公認を受けており、セガサターン本体やセガサターン版『バーチャファイター2』、カロリーメイトやSOYJOYなど、実在の商品が登場する。
原作小説では仙よりあやめの方が出番に恵まれていたのに対し、テレビアニメ版では製作側からの注文によって逆にあやめより仙の方が出番に恵まれているほか、洋の成長劇としても構成されている。また、原作小説では各スーパーマーケットに店名がなく「アブラ神の店」など半額神名で呼ばれるのみだったが、テレビアニメ版ではいくつかの店名が設定された。

### 主題歌
オープニングテーマ
「LIVE for LIFE 〜狼たちの夜〜」（第1話 - 第3話、第5話 - 第11話）
作詞 - 松村龍二 / 作曲・編曲 - 佐々倉有吾 / 歌 - 愛美
歌詞は原作のストーリーを忠実に反映させたものとなっている。監督の板垣によれば、発注時の要望は「テンポと抑揚と元気があり、社会人がカラオケで堂々と歌えるようなアニメソング」というものであったという。第1話が謎解き中心の地味な導入で始まることから、アバンタイトル直後からの勢いで視聴者を惹きつけることも意図された。
第10話と第11話はOP映像が大幅に変わり、歌詞も2番に変更されている。
※第12話ではエンディングテーマとして使用。
「Treasure!」（第4話）
作詞 - 宮崎まゆ / 作曲 - 岡本健介 / 編曲 - 山田高弘 / 歌 - 著莪あやめ（加藤英美里）
著莪あやめが初登場する第4話のみ用いられた曲であり、オープニングアニメーションの絵コンテは監督の板垣が担当した。企画当初はオープニングやエンディングを複数用意する案もあり、その名残であるという。

エンディングテーマ
「笑顔の法則」（第1話 - 第11話）
作詞 - Satomi / 作曲・編曲 - 川崎里実 / 歌 - 槍水仙（伊瀬茉莉也）
映像は部室で槍水が誰かを待ち続けるものとなっており、監督の板垣はこの映像を、槍水が一時の孤独を恐れず、いずれ出逢えるであろう仲間を待つ内容であると説明している。
※第12話ではオープニングテーマとして使用。

挿入歌
「おさかな天国」（第1話、第4話、第8話、第10話、第12話）
作詞 - 井上輝彦 / 作曲 - 柴矢俊彦 / 編曲 - 佐々倉有吾 / 歌 - 佐々木温
「今日もエンジョイ☆ホーキーマート」（第1話 - 第4話、第10話）
作詞・作曲・編曲 - 佐々倉有吾 / 歌 - 鴨志田智愛
「あなたを笑顔に♪スーパーときわ」（第2話、第3話、第11話）
作詞・作曲・編曲 - 佐々倉有吾 / 歌 - 鈴木静那
「行こうよ!ラルフストア」（第5話、第6話、第8話）
作詞・作曲・編曲 - 佐々倉有吾 / 歌 - 水野佐彩
「常夏サマー」（第7話）
作曲・編曲 - 佐々倉有吾

### 各話リスト
| 話数 | サブタイトル | 脚本                    | 絵コンテ | 演出                           | 作画監督                         |
| ---- | --- | ----------------------- | -------- | ------------------------------ | -------------------------------- |
| #1   | ネバれ、納豆オクラ丼ぶっかけチーズトッピング弁当 440kcal                                                                               | 板垣伸                  | 板垣伸   | 江副仁美 板垣伸                | Shin Hyung Woo                   |
| #2   | サバの味噌煮弁当 674kcal | ふでやすかずゆき        | 板垣伸   | 橋本裕之                       | 宮下雄次                         |
| #3   | 大盛りチーズカツカレー 1080kcal | ふでやすかずゆき        | 加藤敏幸 | 加藤敏幸                       | しんごーやすし                   |
| #4   | 豚肉生姜焼き弁当 852kcal | 山田由香                | 津田尚克 | 津田尚克 板垣伸                | かどともあき                     |
| #5   | 北海道の鮭を使ったあら汁 326kcal | ふでやすかずゆき        | 板垣伸   | ソエジマヤスフミ 江副仁美      | Shin Hyung Woo 清水博幸          |
| #6   | 特製ザンギ弁当 795kcal | 岸本みゆき              | 板垣伸   | 城所聖明 山本天志              | 秋田英人 橋本英樹                |
| #7   | オムっぱい弁当 752kcalとロコもっこり弁当 1100kcal                                                                                      | ヤスカワショウゴ        | 中野英明 | 中野英明                       | 宮下雄次 浜津武広 小林亮         |
| #8   | たっぷりニラハンバーグ弁当 765kcal | 山田由香                | 津田尚克 | 宗廣智行                       | 栗原基彦 永吉隆志                |
| #9   | 西洋和風幕の内詰め合わせ重 2910kcalとほっこりおかゆ弁当 340kcal                                                                        | ヤスカワショウゴ        | 向井雅浩 | 向井雅浩                       | 谷川政輝 筆坂明槻                |
| #10  | それは昔祖母の家で食べた温かで優しい味わい。 心にも体にも優しい和の料理。 梅とちりめんじゃこご飯と季節の野菜たっぷりの煮物弁当 480kcal | ふでやすかずゆき 板垣伸 | 板垣伸   | 南康宏 ソエジマヤスフミ 板垣伸 | 清水博幸 Shin Hyung Woo 向山祐治 |
| #11  | ポカリスエット 125kcal | ヤスカワショウゴ        | 加藤敏幸 | 加藤敏幸                       | かどともあき                     |
| #12  | 国産うなぎ弁当 790kcal | ふでやすかずゆき        | 板垣伸   | 江副仁美 城所聖明 板垣伸       | かどともあき 横山謙次 宮下雄次   |

### 放送局
| 放送地域   | 放送局             | 放送期間                     | 放送日時           | 放送系列       | 備考                                                             |
| ---------- | ------------------ | ---------------------------- | ------------------ | -------------- | ---------------------------------------------------------------- |
| 愛知県     | テレビ愛知         | 2011年10月8日 - 12月24日     | 土曜 26:20 - 26:50 | テレビ東京系列 |                                                                  |
| 近畿広域圏 | 毎日放送           | 2011年10月8日 - 12月24日     | 土曜 27:28 - 27:58 | TBS系列        | 『アニメシャワー』第4部                                          |
| 神奈川県   | tvk                | 2011年10月9日 - 12月25日     | 日曜 25:30 - 26:00 | 独立局         |                                                                  |
| 日本全域   | AT-X               | 2011年10月10日 - 12月26日    | 月曜 11:30 - 12:00 | CS放送         | リピート放送あり                                                 |
| 東京都     | TOKYO MX           | 2011年10月11日 - 12月27日    | 火曜 25:30 - 26:00 | 独立局         |                                                                  |
| 日本全域   | ニコニコ生放送     | 2011年10月12日 - 12月28日    | 水曜 12:00 - 12:30 | ネット配信     |                                                                  |
| 日本全域   | ニコニコチャンネル | 2011年10月12日 - 12月28日    | 水曜 12:30 更新    | ネット配信     | 第1話は常時無料 それ以外は最新話配信後1週間無料 その後は有料配信 |
| 日本全域   | アニマックス       | 2011年11月9日 - 2012年2月1日 | 水曜 22:00 - 22:30 | CS/BS放送      | リピート放送あり                                                 |

### 関連商品

#### BD / DVD
2011年12月21日から2012年5月16日まで、初回版と通常版の2種類で発売された。BD初回版は柴乃櫂人描き下ろしのスリーブケース仕様。DVDとBD初回版共通の封入特典として、アイキャッチおかずイラストカードが同梱。音声特典として、キャストオーディオコメンタリーが収録されている。
| 巻数 | 収録話          | 発売日         | 映像特典                                                 | 規格品番   | 規格品番   |
| 巻数 | 収録話          | 発売日         | 映像特典                                                 | BD         | DVD        |
| ---- | --------------- | -------------- | -------------------------------------------------------- | ---------- | ---------- |
| 1    | 第1話 - 第2話   | 2011年12月21日 | 白梅梅のサディスティック劇場                             | PCXG-50111 | PCBG-51981 |
| 1    | 第1話 - 第2話   | 2011年12月21日 | 白粉花の筋肉（マッスル）劇場                             | PCXG-50111 | PCBG-51981 |
| 1    | 第1話 - 第2話   | 2011年12月21日 | ノンテロップオープニング・エンディング                   | PCXG-50111 | PCBG-51981 |
| 2    | 第3話 - 第4話   | 2012年1月18日  | ピクチャードラマ「佐藤洋、十六歳の誕生日」               | PCXG-50112 | PCBG-51982 |
| 2    | 第3話 - 第4話   | 2012年1月18日  | 第4話ノンテロップオープニング                            | PCXG-50112 | PCBG-51982 |
| 3    | 第5話 - 第6話   | 2012年2月15日  | ピクチャードラマ「名もなき狼たち〜茶髪より愛を込めて〜」 | PCXG-50113 | PCBG-51983 |
| 4    | 第7話 - 第8話   | 2012年3月21日  | 告知映像集（各種PV＆TV CM）                              | PCXG-50114 | PCBG-51984 |
| 5    | 第9話 - 第10話  | 2012年4月18日  | ピクチャードラマ「著莪あやめのお見舞い」                 | PCXG-50115 | PCBG-51985 |
| 6    | 第11話 - 第12話 | 2012年5月16日  | ピクチャードラマ「槍水茉莉花の来訪」                     | PCXG-50116 | PCBG-51986 |

2014年3月19日には、全12話をBD6枚に収録したBOX盤『ベン・トー Blu-ray Hungry BOX』が完全初回限定生産で発売された。

#### CD
| 発売日         | タイトル                                                       | 規格品番   |
| -------------- | -------------------------------------------------------------- | ---------- |
| 2011年10月25日 | 『スーパーダッシュ&ゴー!』2011年12月創刊号 特別付録ドラマCD    |            |
| 2011年11月2日  | 笑顔の法則                                                     | PCCG-70131 |
| 2011年11月16日 | &エトセトラ「Treasure!」と、その他「ベン・トー」な歌つめ合わせ | PCCG-1209  |
| 2011年12月21日 | ベン・トー オリジナルサウンドトラック                          | PCCG-1214  |

### WEBラジオ
『下野紘と伊瀬茉莉也の『ベン・トー』 RADIO 『ラジ・オー』』のタイトルで、2011年9月28日から2011年12月31日までHiBiKi Radio Stationにて配信された。全14回。毎週水曜日更新。パーソナリティは下野紘（佐藤洋 役）、伊瀬茉莉也（槍水仙 役）。
ゲスト
- #2、#13（10月12日、12月28日）悠木碧（白粉花 役）
- #4（10月26日）茅野愛衣（白梅梅 役）
- #5（11月2日）愛美（OPアーティスト）
- #7（11月16日）加藤英美里（著莪あやめ 役）
- #9（11月30日）竹達彩奈（井ノ上あせび 役）
- #11（12月14日）興津和幸（二階堂連 役）

関連CD

| 巻数  | 発売日        | 収録回        | 規格品番   |
| ----- | ------------- | ------------- | ---------- |
| vol.1 | 2012年1月27日 | 第1回 - 第7回 | BENTO-0001 |

## モバイルゲーム
ベン・トー 戦って食え!!
Mobageにてブルズ・アイのソーシャルゲームが2012年2月13日から提供された。同年夏頃に配信の終了。

## パチスロ
- パチスロ ベン・トー 〜半額弁当争奪戦!!〜（2017年6月、バルテック）[129]
- パチスロ ベン・トー 〜狼たちの夜〜（2018年9月、バルテック）[130]

## コラボレーション
- ブシロードのトレーディングカードゲーム、ヴィクトリースパークに参戦している。収録タイトルは、ベン・トー （2012年2月18日発売）
- 2011年10月13日〜11月8日にアニメ・映画などとのコラボレーションを行っているパセラ×エンタテイメントによる企画展開の一環で「エグゼクティブ弁当!!」がカラオケパセラのチェーン店舗の一部で実施された。作品由来の弁当3種（「から揚げ弁当」,「ホーキーマートの激辛ニンニクハンバーグ弁当」,「スーパーときわのチーズカツカレー大盛り」）にくわえオリジナルのバリ風「パセラ・ベン・トー」4品がラインナップ。缶バッジが特典になっていた[131]。
- 2011年11月9日よりファミリーマートの通販サイト「ファミマ.com」がアニメ専門チャンネル「アニマックス」とのコラボを企画しアニメ「ベン・トー」と連動した商品がその第1弾として展開された。個数限定でグッズが販売された[132]。
- 2012年6月28日〜7月8日の期間中にアーケードゲーム『ボーダーブレイク エアバースト』（セガ）とコラボキャンペーンがおこなわれた。“全国対戦モード”をプレイすると“半額シール”を獲得でき、勝利するとさらに“エンブレム”を入手できる。その“半額シール”を“BB.NET”の“特設半額ショップ”で利用すると、一定確率でミニゲーム“キャラクターバトル”が発生。バトルに勝利すれば“オリジナル通り名”を獲得可能[133]。
- 2013年12月6日より期間限定でソーシャルゲーム『ボーダーブレイクmobile -疾風のガンフロント-』（セガネットワークス）とコラボキャンペーンがおこなわれた。原作者のアサウラ自身「ボーダーブレイク」シリーズのファンであることを公言しており、原作の劇中にゲームタイトルが登場するなど、相思相愛の形で本コラボが実現[134]。コラボイベントで展開されるストーリーとカードイラストはアサウラが描き下ろしており、「ベン・トー」のキャラクターたちが「ボーダーブレイク mobile」の世界に入り込んでドタバタを繰り広げる…という内容を予定していた[134]。また、登場するコラボカードは、イラストレーター・柴乃櫂人による本イベントでしか入手できない限定カードだった[134]。